# 융가스쌀쥐
융가스쌀쥐 또는 아마존쌀쥐(Hylaeamys yunganus)는 비단털쥐과 큰머리쌀쥐속에 속하는 설치류의 일종이다. 볼리비아 북동부와 [[페루] 동부, 에콰도르 동부. 콜롬비아 남동부, 베네수엘라 남부, 가이아나, 수리남, 프랑스령 기아나, 브라질 북부의 아마존 우림 전역의 저지대 열대 우림에서 발견된다. 근연종은 에콰도르 동부의 좁은 지역에서만 발견되는 테이트쌀쥐이다. 이전에는 두 종을 쌀쥐속에 포함시켰다.